# Anne Hertz
 Anne Hertz ist das Sammelpseudonym eines deutschen Schriftstellerinnenduos, das  Frauenromane schreibt. 

## Frauke Scheunemann und Wiebke Lorenz
Unter dem Pseudonym veröffentlichen die in Düsseldorf geborenen und seit 1996 in Hamburg lebenden Schwestern Frauke Scheunemann und Wiebke Lorenz. Sie arbeiten gemeinsam in Hamburg und Boltenhagen (Mecklenburg-Vorpommern). Ihr Roman Trostpflaster stand auf der Spiegel-Bestsellerliste. Die Romane spielen stets in Hamburg. Das Hamburger Abendblatt bezeichnete Anne Hertz als „Rosamunde Pilcher für deutsche Großstädterinnen“. Die verkaufte Auflage ihrer Romane lag 2009 bei einer halben Million Exemplaren. Die Anne-Hertz-Romane erschienen zum Teil auch auf Tonträgern.

## Werke (Auswahl)
- Glückskekse. München 2006
- Wunderkerzen. München 2006
- Sternschnuppen. Augsburg 2007
- Trostpflaster. München 2008
- Goldstück. München 2010
- Sahnehäubchen. München 2011
- Juni und ich.
- Wunschkonzert. München 2011
- Anne Hertz and Friends: Junger Mann zum Mitreisen gesucht. Anthologie, Knaur Verlag 3/2012
  - mit Kurzgeschichten u. a. von Constanze Behrends, Janine Binder, Kerstin Gier, Anette Göttlicher, Tanja Heitmann, Esther Hell, Miriam Kaefert, Tatjana Kruse, Eva Lohmann, Michaela Möller, Kirsten Rick, Silke Schütze & Jana Voosen
  - als 'Special Guests' Volker Klüpfel & Michael Kobr
- Flitterwochen. Knaur Verlag 2013
- Die Sache mit meiner Schwester. Piper Verlag 2014